# Partido Comunista de la República Socialista Soviética de Estonia
El Partido Comunista de la República Socialista Soviética de Estonia (en ruso: Коммунисти́ческая па́ртия Эстонской ССР, abreviado como КП ЭССР, en estonio: Eesti NSV Kommunistlik Partei) era la rama a nivel regional del Partido Comunista de la Unión Soviética en la RSS de Estonia, una de las repúblicas constituyentes de la Unión Soviética.
El partido se formó el 5 de noviembre de 1920, cuando el Comité Central de las Secciones de Estonia del Partido Comunista de Rusia (bolchevique) se separó de su partido madre. Durante la primera mitad de la década de 1920 todavía se mantenían las esperanzas de una revolución mundial inmediata, y los comunistas estonios tenían sus propias esperanzas de restaurar su poder. La crisis económica y social generalizada dio mucho apoyo a ese tipo de esperanzas. Los activistas del partido no solo tenían que apoyar la agenda, sino también estar preparados para participar en las acciones ilegales, como organizar apartamentos conspiradores, transportar armas y materiales de propaganda comunista, esconder activistas encubiertos y recopilar información para los revolucionarios. Resultó en una situación de conflicto permanente con los gobiernos. Al estar orientado no a los objetivos legales, el partido nunca intentó legalizarse en la República de Estonia, ni tampoco abandonó el objetivo de la sublevación armada y la unión de Estonia a la URSS.
Aunque el PCE(b) había caído muy por debajo de su popularidad de 1917, todavía tenía un apoyo notable principalmente entre el proletariado industrial, pero ocasionalmente también entre los campesinos sin tierra, desempleados, maestros y estudiantes. Especialmente en la década de 1920 tuvo fuertes posiciones en el movimiento sindical. En las elecciones parlamentarias, las organizaciones del frente del partido obtuvieron siempre más del 5% de los votos. Sin embargo, tras el fallido intento de golpe de Estado de los comunistas estonios el 1 de diciembre de 1924, el partido perdió este apoyo y la membresía se redujo de 700 personas a alrededor 200, y se mantuvo baja hasta 1940. Según los propios registros del PCE(b), solo había 150 miembros del partido en el momento de la ocupación soviética en julio de 1940.

## Historia
Como en el resto del Imperio ruso, las ramas de POSDR en la gobernación de Estonia habían sido devastadas por la división entre bolcheviques y mencheviques. En 1912 los bolcheviques comenzaron una publicación, Kiir, en Narva. En junio de 1914, el partido tomó la decisión de crear un Comité Central especial de POSDR(b) de Estonia, denominado "Comité del Báltico del Norte del POSDR(b)" (en estonio: VSDT(b)P Põhja-Balti Komitee).
Después de la Revolución de Febrero, como en el resto del imperio, los bolcheviques comenzaron a ganar popularidad con sus demandas para poner fin a la guerra de inmediato, así como su apoyo a la reforma agraria rápida y originalmente incluso a las demandas étnicas (para introducir el estonio como un idioma oficial paralelo al ruso). Durante el verano de 1917, los bolcheviques y sus partidarios tomaron el control sobre el Soviet de Tallin.
A fines de 1917, los bolcheviques estonios eran más fuertes que nunca: tenían control sobre el poder político y tenían un apoyo significativo, notablemente más que en Rusia. En las elecciones a la Asamblea Constituyente rusa, su lista obtuvo el 40,2% de los votos en Estonia y 4 de los 8 escaños asignados a Estonia. Sin embargo, el apoyo al partido comenzó a declinar, y la elección de la Asamblea Constituyente de Estonia de enero de 1918 nunca se completó. Además, el partido enfrentó la situación en la que tuvo dificultades para construir alianzas. Sus oponentes, el Bloque Democrático, pudieron iniciar la cooperación con el Partido Laborista, los mencheviques y el Partido Social-Revolucionario. Esos partidos apoyaron ideas diferentes, pero se unieron en torno a la demanda de una Estonia independiente o vinculada a Finlandia y deseaban distribuir tierras a los campesinos. En la primera cuestión, los bolcheviques estonios, aunque introdujeron el estonio como idioma oficial después de su toma de posesión, promovieron la idea de Estonia como parte de la Rusia soviética. En la política de reforma agraria, los bolcheviques estonios continuaron apoyando la colectivización inmediata.
El gobierno bolchevique en Estonia terminó con la invasión alemana a fines de febrero de 1918. La rama del partido continuó funcionando en el exilio en Rusia.
Después de la revolución alemana en noviembre, cuando un gobierno estonio asumió el cargo, el partido, junto con el apoyo de las tropas soviéticas, intentó un ataque armado contra el nuevo estado. Sin embargo, en este momento el apoyo al partido había disminuido y no logró movilizar el apoyo de masas para la guerra revolucionaria. Se estableció una Comuna de Trabajadores de Estonia, pero con una influencia real limitada. En este momento, la rama del partido se había reorganizado en el Comité Central de las Secciones de Estonia del PCR(b) (en estonio: Venemaa Kommunistliku (bolshevike) Partei Eesti Sektsioonide Keskkomitee). Después de la guerra, el liderazgo central del PCR(b) consideró necesaria una reorientación (ya que Estonia era ahora un estado independiente) y, por lo tanto, el 5 de noviembre de 1920 el Partido Comunista de Estonia (EKP) se fundó como partido separado. En la elección manipulada de Riigivolikogu de 1940, el Partido Comunista se postuló dentro del bloque de la Unión Popular de Trabajadores Estonios.

### Fusión con el PCUS
En 1940, el EKP se fusionó con el Partido Comunista de toda la Unión (bolchevique). La organización territorial del PCU(b) en la RSS de Estonia se conoció como Partido Comunista de Estonia (bolchevique) (PCE(b)).
El EK(b)P fue purgado en 1950 de muchos de sus líderes nativos originales, fueron reemplazados por varios estonios prominentes que habían crecido en Rusia,
Cuando el PCTU(b) cambió su nombre en 1952 a PCUS, el PCE(b) eliminó la (b) de su nombre.

### División de 1990
El EKP se dividió en 1990, ya que la facción mayoritaria pro soberanía del EKP se separó del Partido Comunista de la Unión Soviética y se convirtió en el Partido Laborista Democrático Estonio. La facción prosoviética restante se reconstituyó como el Partido Comunista de Estonia (plataforma PCUS).

## Lista de Primeros Secretarios
| # | Imagen | Nombre                       | Inicio                  | Final                   |
| - | ------ | ---------------------------- | ----------------------- | ----------------------- |
| 1 |        | Karl Säre (1903-1945)        | 28 de agosto de 1940    | 3 de septiembre de 1941 |
| 2 |        | Nikolái Karotamm (1901-1969) | 3 de septiembre de 1941 | 26 de marzo de 1950     |
| 3 |        | Johannes Käbin (1905-1999)   | 26 de marzo de 1950     | 26 de julio de 1978     |
| 4 |        | Karl Vaino (1923-2022)       | 26 de julio de 1978     | 16 de junio de 1988     |
| 5 |        | Vaino Väljas (1931-2024)     | 16 de junio de 1988     | 23 de marzo de 1990     |

## Congresos y Conferencias
| Reunión        | Fecha                               | Lugar  |
| -------------- | ----------------------------------- | ------ |
| I Congreso     | 5 de noviembre de 1920              |        |
| II Congreso    | 5 al 6 de octubre de 1921           |        |
| III Congreso   | 24 de septiembre de 1922            |        |
| IV Congreso    | 5 al 8 de febrero de 1941           | Tallin |
| V Congreso     | 23 al 25 de diciembre de 1928       | Tallin |
| VI Congreso    | 11 al 14 de abril de 1951           | Tallin |
| VII Congreso   | 16 al 19 de junio de 1952           | Tallin |
| VIII Congreso  | 11 al 13 de febrero de 1954         | Tallin |
| IX Congreso    | 17 al 19 de enero de 1956           | Tallin |
| X Congreso     | 28 al 30 de enero de 1958           | Tallin |
| XI Congreso    | 8 al 9 de enero de 1959             | Tallin |
| XII Congreso   | 16 al 17 de febrero de 1960         | Tallin |
| XIII Congreso  | 27 al 29 de septiembre de 1961      | Tallin |
| XIV Congreso   | 7 al 8 de enero de 1964             | Tallin |
| XV Congreso    | 1 al 3 de marzo de 1966             | Tallin |
| XVI Congreso   | 17 al 19 de febrero de 1971         | Tallin |
| XVII Congreso  | 28 al 30 de enero de 1976           | Tallin |
| XVIII Congreso | 28 al 30 de enero de 1981           | Tallin |
| XIX Congreso   | 31 de enero al 1 de febrero de 1986 | Tallin |
| XX Congreso    | 23 al 25 de marzo de 1990           | Tallin |